# Dušan Kouřil Jr.
Dušan Kouřil junior (* 20. července 2002) je český automobilový závodník. Pochází ze závodnické rodiny neboť jeho děd Jaroslav Kouřil i otec Dušan Kouřil jsou bývalými závodníky v českých rally. V sezoně 2019 byl Kouřil v kategorii Touring Car reprezentantem ČR na FIA Motorsport Games. V roce 2019 absolvoval skoro celou sezonu v TCR Eastern Europe Trophy v barvách stáje K2 Engineering.

## FIA Motorsport Games
| Rok  | Tým             | Třída       | Vůz               | 1      | 2       | Umístění | Body |
| ---- | --------------- | ----------- | ----------------- | ------ | ------- | -------- | ---- |
| 2019 | Česká republika | Touring Car | Hyundai i30 N TCR | VAL1 5 | VAL2 15 | NC       | 15   |